# Vidbir
Lo Jevrobačennja - Nacional'nyj Vidbir (in ucraino Євробачення - Національний відбір?), noto semplicemente come Vidbir (in ucraino Відбір?, letteralmente "selezione") è un programma televisivo ucraino di genere musicale. Creato dalla Nacional'na Suspil'na Teleradiokompanija Ukraïny (UA:PBC), in collaborazione con il canale televisivo STB, è stato usato come metodo di selezione nazionale per il paese all'Eurovision Song Contest.
Nell'agosto 2021, UA:PBC ha annunciato la cessazione della sua partnership con la STB, confermando la ricerca di una nuova emittente nazionale per cooperare su un nuovo format di selezione per l'Eurovision Song Contest 2022; confermando quindi la cancellazione del Vidbir. Tuttavia, il successivo l'8 ottobre, citando difficoltà nella scelta, UA:PBC ha annunciato di aver optato ufficialmente per il ritorno della selezione, con la singola produzione da parte dell'emittente radiotelevisivo nazionale e con un cambio di format rispetto alle edizioni precedenti.

## Storia
Dal 2016 al 2020 le edizioni del Vidbir si sono svolte in tre serate (quattro nell'edizione 2017), che vengono suddivise in due semifinali composte da circa dieci canzoni ciascuna. Dal 2022 il concorso si svolge in un'unica serata finale, con dieci canzoni partecipanti.
Tra le due e le tre canzoni provenienti da ciascuna semifinale accedono alla serata finale attraverso un sistema di voto che tiene conto per il 50% dei voti della giuria e per il 50% del televoto. Le canzoni in gara ricevono un punteggio che varia da 1 a 10 in base alla classifica provvisoria della giuria e lo stesso avviene per il televoto. I due punteggi vengono poi sommati tra loro per determinare la classifica definitiva. La classifica della finale è determinata in maniera analoga a quella delle semifinali. Se due canzoni hanno lo stesso punteggio, si predilige quella che ha ottenuto più punti con il televoto.

## Regolamento
Le regole per la partecipazione al Vidbir sono le seguenti:
- possono partecipare tutti i brani non pubblicati o esibiti prima del 1º settembre dell'anno precedente;
- i brani devono avere una durata massima di 3 minuti;
- i partecipanti devono avere 16 anni o devono averli compiuti entro la prima semifinale dell'Eurovision Song Contest;
- i partecipanti devono avere pubblicato precedentemente almeno un album o un altro singolo o devono aver sottoscritto un contratto discografico valido;
- cantanti e compositori stranieri possono partecipare, purché collaborino con un cittadino o residente ucraino;
- i partecipanti devono attestare che non si siano esibiti in Bielorussia o Russia dall'inizio del conflitto russo-ucraino o che non siano entrati nel territorio conteso della Crimea illegalmente;
- i brani non possono essere scritti in russo o bielorusso.

## Edizioni
| Edizione | Conduzione         | Conduzione         | Conduzione     | Periodo          | Periodo          | Puntate | Partecipanti | Giuria            | Giuria             | Giuria          | Vincitore                  | Vincitore                      | Sede                                                          |
| Edizione | Conduzione         | Conduzione         | Conduzione     | Inizio           | Fine             | Puntate | Partecipanti | Giuria            | Giuria             | Giuria          | Artista                    | Brano                          | Sede                                                          |
| -------- | ------------------ | ------------------ | -------------- | ---------------- | ---------------- | ------- | ------------ | ----------------- | ------------------ | --------------- | -------------------------- | ------------------------------ | ------------------------------------------------------------- |
| 1ª       | Dmytro Tankovič    | Oleksandr Pedan    | –              | 6 febbraio 2016  | 21 febbraio 2016 | 3       | 18           | Andrij Danylko    | Kostjantyn Meladze | Ruslana Lyžyčko | Jamala                     | 1944                           | STB Studios                                                   |
| 2ª       | Serhij Prytula     | –                  | –              | 4 febbraio 2017  | 25 febbraio 2017 | 4       | 24           | Andrij Danylko    | Kostjantyn Meladze | Jamala          | O.Torvald                  | Time                           | Palazzo della Cultura "KPI"                                   |
| 3ª       | Serhij Prytula     | –                  | –              | 10 febbraio 2018 | 24 febbraio 2018 | 3       | 18           | Andrij Danylko    | Jevhen Filatov     | Jamala          | Mélovin                    | Under the Ladder               | Palazzo della Cultura "KPI"                                   |
| 4ª       | Serhij Prytula     | –                  | –              | 9 febbraio 2019  | 13 febbraio 2019 | 3       | 16           | Andrij Danylko    | Jevhen Filatov     | Jamala          | Maruv                      | Siren Song                     | Palazzo della Cultura "KPI"                                   |
| 5ª       | Serhij Prytula     | Nadija Matvjejeva  | –              | 8 febbraio 2020  | 22 febbraio 2020 | 3       | 16           | Andrij Danylko    | Tina Karol'        | Vitalij Drozdov | Go_A                       | Solovej                        | Palazzo della Cultura "KPI"                                   |
| 6ª       | Timur Mirošnyčenko | Marija Jefrosinina | –              | 12 febbraio 2022 | 12 febbraio 2022 | 1       | 8            | Jaroslav Lodyhin  | Tina Karol'        | Jamala          | Alina Paš                  | Shadows of Forgotten Ancestors | UA:PBC Studios                                                |
| 7ª       | Timur Mirošnyčenko | Kateryna Pavlenko  | Zlata Ohnjevič | 17 dicembre 2022 | 17 dicembre 2022 | 1       | 10           | Taras Topolja     | Julija Sanina      | Jamala          | Tvorchi                    | Heart of Steel                 | Stazione di Majdan Nezaležnosti                               |
| 8ª       | Timur Mirošnyčenko | Julija Sanina      | Vasyl' Bajdak  | 3 febbraio 2024  | 3 febbraio 2024  | 2       | 11           | Andrij Danylko    | Serhij Tančynec'   | Jamala          | Al'ona Al'ona & Jerry Heil | Teresa & Maria                 | Museo della storia dell'Ucraina nella seconda guerra mondiale |
| 9ª       | Timur Mirošnyčenko | Marija Jefrosinina | Vasyl' Bajdak  | 8 febbraio 2025  | 8 febbraio 2025  | 1       | 10           | Kateryna Pavlenko | Serhij Tančynec'   | Jamala          | Ziferblat                  | Bird of Pray                   | Kiev                                                          |

## All'Eurovision Song Contest
| Anno | Cantante                   | Canzone                        | Piazzamento all'ESC    | Piazzamento all'ESC    | Piazzamento all'ESC    | Piazzamento all'ESC    |
| Anno | Cantante                   | Canzone                        | Finale                 | Punti                  | Semi                   | Punti                  |
| ---- | -------------------------- | ------------------------------ | ---------------------- | ---------------------- | ---------------------- | ---------------------- |
| 2016 | Jamala                     | 1944                           | 1                      | 534                    | 2                      | 287                    |
| 2017 | O.Torvald                  | Time                           | 24                     | 36                     | Paese ospitante        | Paese ospitante        |
| 2018 | Mélovin                    | Under the Ladder               | 17                     | 130                    | 6                      | 179                    |
| 2019 | Maruv                      | Siren Song                     | Ritirata               | Ritirata               | Ritirata               | Ritirata               |
| 2020 | Go_A                       | Solovej                        | Edizione cancellata    | Edizione cancellata    | Edizione cancellata    | Edizione cancellata    |
| 2021 | Nessuna organizzazione     | Nessuna organizzazione         | Nessuna organizzazione | Nessuna organizzazione | Nessuna organizzazione | Nessuna organizzazione |
| 2022 | Alina Paš                  | Shadows of Forgotten Ancestors | Ritirata               | Ritirata               | Ritirata               | Ritirata               |
| 2022 | Kalush Orchestra           | Stefania                       | 1                      | 631                    | 1                      | 337                    |
| 2023 | Tvorchi                    | Heart of Steel                 | 6                      | 243                    | Finalista di diritto   | Finalista di diritto   |
| 2024 | Al'ona Al'ona & Jerry Heil | Teresa & Maria                 | 3                      | 453                    | 2                      | 173                    |
| 2025 | Ziferblat                  | Bird of Pray                   | 9                      | 218                    | 1                      | 137                    |